# Stazione di Ekaterinburg

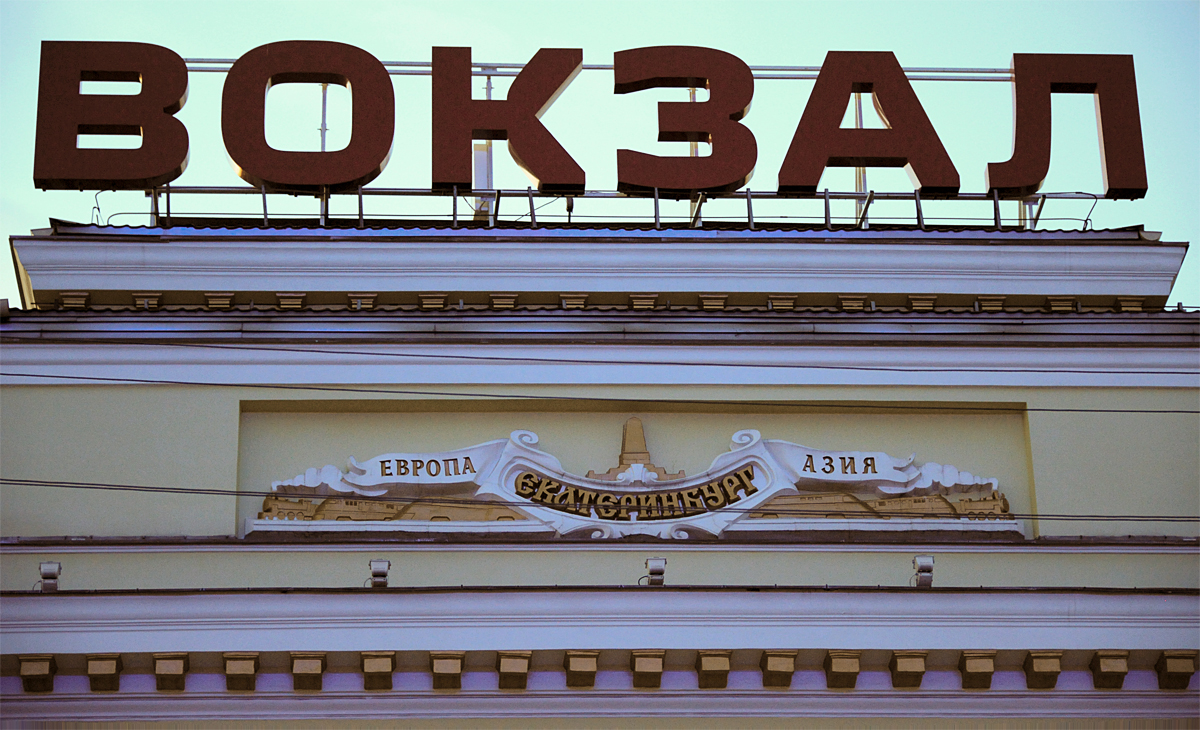
Sulla facciata della stazione ferroviaria una scritta ricorda che il confine continentale tra Europa e Asia passa per la città

La stazione di Ekaterinburg (ufficialmente chiamata Ekaterinburg–Passazhirsky in russo Екатеринбург-Пассажирский?) è la principale stazione ferroviaria di Ekaterinburg. Aperta nel 1878 posta sulla Transiberiana tra il confine Europa e Asia.

## Storia
La stazione venne inaugurata nel 1878. L'attuale fabbricato viaggiatori venne costruito nel 1915 e riscostruito tra il 1997–2001.